# Necropolis van Bénazet

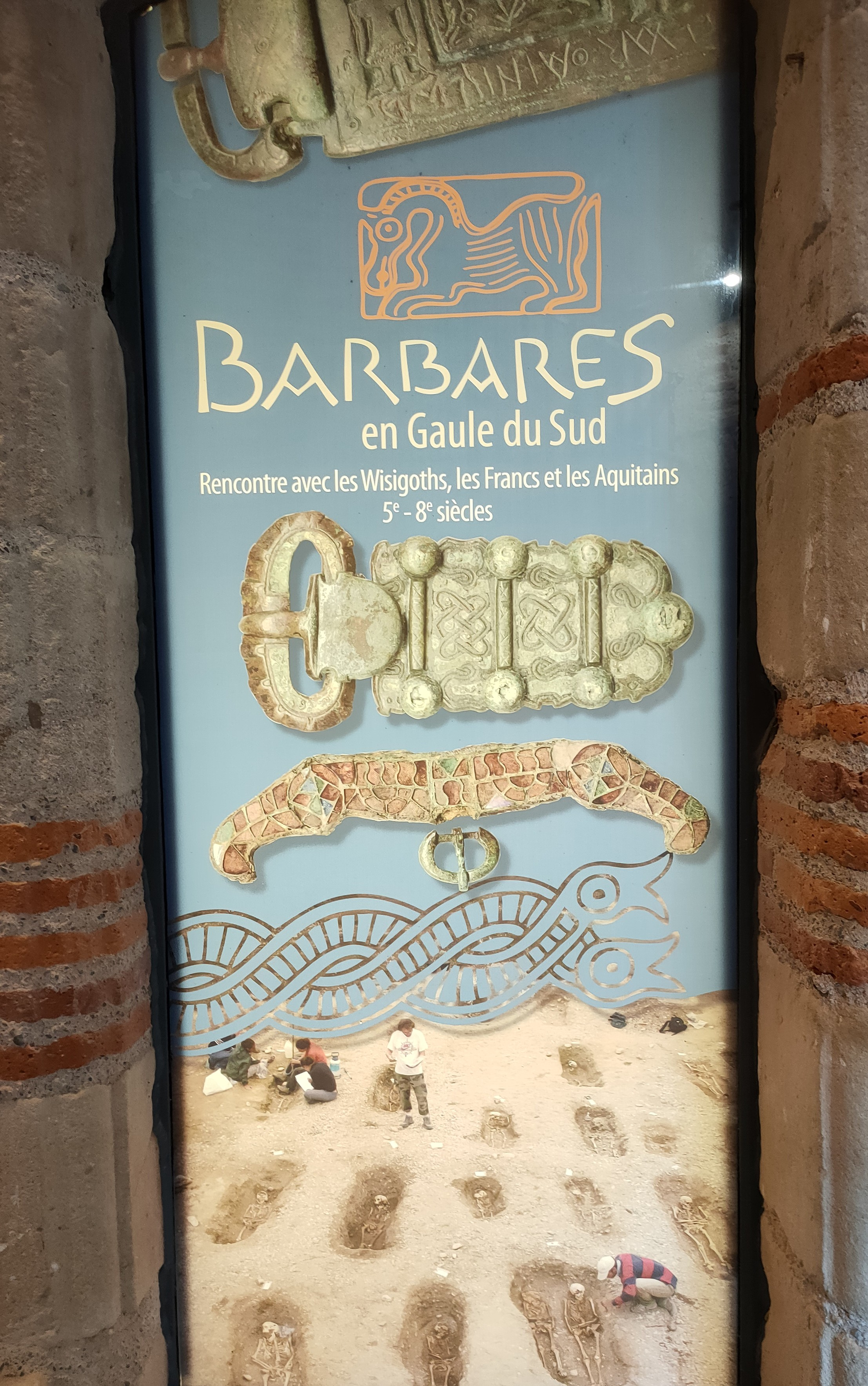
Tentoonstelling Barbares en Gaule du Sud in het Musée Ardouin in Mazères

De necropolis van Bénazet is een begraafplaats in de Franse gemeente Mazères (Ariège). De begraafplaats was in gebruik van de 5e tot het begin van de 8e eeuw, van de Visigotische tot de Merovingische tijd, en telde ongeveer 400 graven op een oppervlakte van 2000 m². De archeologische site werd in de jaren 1950-1960 ontdekt en sindsdien is de necropolis systematisch opgegraven. 

## Situering
De begraafplaats bevindt zich op twee kilometer van het centrum van de gemeente Mazères op de linkeroever van de Hers, een zijrivier van de Ariège. De site bevindt zich op de grens tussen de departementen Ariège en Aude. Het gaat om een vochtig gebied dat in het verleden werd gebruikt voor landbouw en voor grindwinning. Door deze activiteiten en door erosie zijn veel resten verloren gegaan.

## Chronologie en beschrijving
De begravingen vonden plaats in twee onderscheiden fases: in de 5e eeuw en opnieuw in de 6e tot het begin van de 8e eeuw. Op het einde van die tweede fase was er aan het einde van de 7e eeuw een nieuwe, onderscheiden golf van begravingen.

### Oudste vondsten
Bij de archeologische opgravingen zijn sporen gevonden van menselijke bewoning voor de site in gebruik werd genomen als begraafplaats. Hieronder zijn verschillende graven: een graf in een greppel uit de vroege Bronstijd en verschillende graven met urnen uit het einde van de bronstijd of het begin van de IJzertijd. Deze graven stonden waarschijnlijk in relatie met de sporen van bewoning uit deze periode die eveneens werden gevonden (indrukken van palen, aardewerk). Er is echter geen aangetoonde continuïteit met de begraafplaats die werd ingericht in de 5e eeuw. Zo zijn er geen sporen gevonden uit de Gallo-Romeinse periode.

### Visigotische necropolis

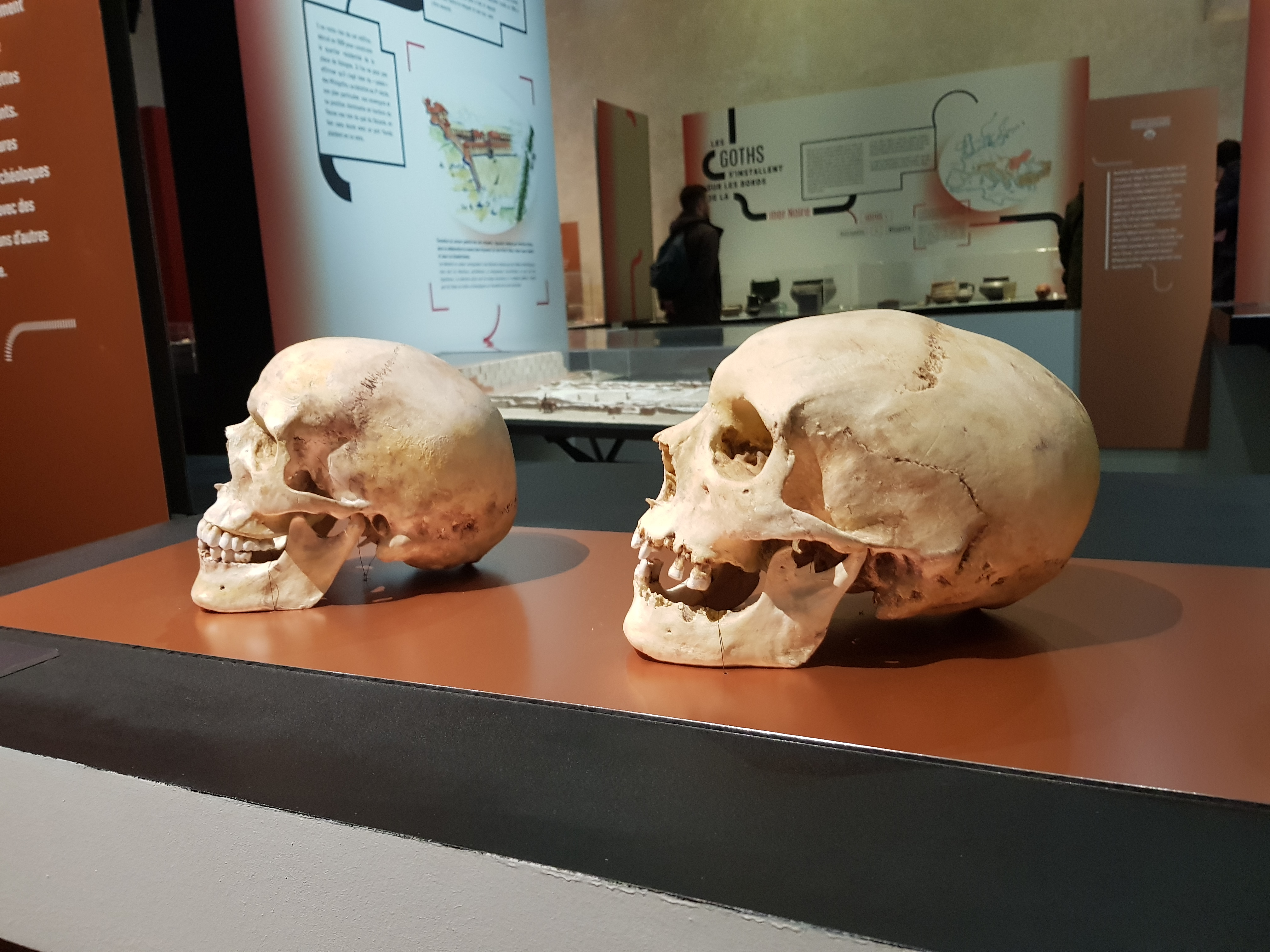
Vervormde schedels uit de Visigotische necropolis (Musée Ardouin)

In het noordwestelijk deel van de site, dicht bij de oever van de Hers, werden 65 graven uit de 5e eeuw gevonden. Waarschijnlijk zijn een aantal graven verloren gegaan, in het noorden door erosie ten gevolge van de landbouw en in het westen door de uitbating van een grindgroeve. Toch zal de begraafplaats niet meer dan 80 graven hebben omvat. 
Alle graven zijn uitgelijnd in dezelfde richting en zijn relatief diep (80 cm onder het huidige grondpeil) en breed. De lichamen werden waarschijnlijk in houten kisten begraven die uit een stuk hout waren vervaardigd. De handen werden naast het lichaam geplaatst. Er werden geen grafgiften gevonden en ook bijna geen kledingresten zoals spelden of gespen van riemen.
Op basis van C14-datering zijn dit graven uit de 5e eeuw. De hypothese is dat het gaat om Visigotische graven. Enkele schedels waren opzettelijk vervormd bij leven, een gebruik dat bekend was bij Oost-Germaanse stammen, die dit gebruik hadden overgenomen van de Hunnen. Verder werden enkele sieraden (oorringen en kleine parels) gevonden, die bewerkt waren in een stijl gebruikelijk in het Donau-gebied. In een van de meer recente graven werd een gekleed vrouwenlichaam gevonden. Op of naast dit lichaam werden een gesp, twee fibulae, twee ringen, een plaat uit koperlegering (waarschijnlijk gebruikt als spiegel) en een pincet gevonden. Ook deze vondsten duiden op een Oost-Germaanse oorsprong. 
De Visigoten vestigden zich in de eerste decennia van de 5e eeuw in Aquitanië als foederati van de Romeinen. De plaats van de begraafplaats bevindt zich op de grens van het koninkrijk Toulouse, in handen van de Visigoten, en Gallia Narbonensis aan de Middellandse Zee. Dit laatste gebied werd veroverd door de Visgoten in de jaren 460-470. Deze periode valt samen met het voorlopige einde van de begravingen op de site van Bénazet.

### Merovingische necropolis
De begraafplaats werd pas opnieuw in gebruik genomen op het einde van de 5e of het begin van de 6e eeuw. Er is een hiaat van enkele decennia waarin er geen begravingen plaatsvonden. De nieuwe graven liggen afgescheiden ten zuiden van de 5e-eeuwse necropolis. Pas in een latere periode, mogelijk toen de 5e-eeuwse graven niet meer zichtbaar waren in het landschap, is de nieuwe necropolis uitgebreid naar het oosten en het noorden en kwam er een overlap tussen beide begraafplaatsen.
Ook deze tweede reeks zijn uitgelijnd in dezelfde richting. De graven zijn minder diep en waren afgelijnd met houten planken. De handen van de doden rustten op het bekken of op de buik en de lichamen waren volledig gekleed. De lichamen  uit deze tweede periode zijn minder goed bewaard dan uit de eerste periode. Dit is te wijten aan de bredere graven, die de ontbinding bevorderden, en mogelijk ook aan de matige gezondheidstoestand van de overledenen. De 6e en de 7e eeuw waren een periode van demografische terugval, onder andere door weerkerende pestepidemieën en hongersnoden. Tussen de graven is een klein gebied van vijf op zes meter niet gebruikt. Mogelijk werd dit gebied gebruikt voor begrafenisrituelen of stond er een gebouw (een mausoleum?) in vergankelijke materialen.
Alle lichamen uit deze tweede periode waren volledig gekleed. De graven bevatten echter geen grafgiften. Veel voorkomende kledingresten zijn gespen van riemen en metalen resten om beurzen te bevestigen. Bij mannelijke lichamen werden resten van messen, een zwaard en tweemaal een kleine hoeveelheid munten gevonden. Ook bij vrouwelijke lichamen waren gespen van riemen dominant. Fibulae en haarspelden werden maar op enkele lichamen gevonden.
De gevonden kledingresten wijzen op een Frankische invloed. Rond 530 kwam het gebied rond Toulouse in handen van de merovingen terwijl Septimanië aan de Middellandse Zee Visigotisch bleef.

### Finale fase
Vanaf het midden van de 7e eeuw vonden er minder begravingen plaats tot een finale fase aan het einde van de 7e of het begin van de 8e eeuw. Toen kwamen er weer meer graven en werd de necropolis uitgebreid naar het zuiden. Deze nieuwe graven waren dieper en minder breed, waardoor de menselijke resten beter bewaard zijn gebleven. Ook verschenen er enkele graven met twee lichamen. Tussen deze graven waren ook rechthoekige ruimten. In een van deze ruimten zijn paalresten gevonden die duiden op een structuur van zes op zeven meter. En hierbinnen lagen twee graven, gedateerd rond het jaar 700.
De gevonden kledingresten tonen overeenkomsten met die gevonden op een laat-Visigotische militaire begraafplaats in Spanje.

## Archeologie
De eerste graven werden ontdekt in de jaren 1950 en 1960 bij de uitbating van een grindgroeve ten westen van de necropolis. Daarbij werden enkele metalen kledingresten gevonden maar gingen ook een aantal graven verloren. Een noodopgraving vond plaats in 1971-1972 waarbij een tiental graven werd onderzocht. Tussen 2001 en 2007 werd de gehele site opgegraven door archeologen. In totaal werden 363 graven ontdekt. Rekening houdend met de graven die verloren gingen bij de grindwinning of bij landbouwactiviteiten wordt het totaal aantal graven geschat op 400.
Resten van de opgravingen en een maquette van de site zijn permanent te bezichtigen in de tentoonstelling Barbares en Gaule du Sud in het Musée Ardouin in Mazères.